# Torcuato Alfredo Sozio di Tella
Torcuato Alfredo Sozio di Tella (* 1918; † 30. Juli 1976 in Punta del Este) war ein argentinischer Manager und Diplomat.

## Leben
Torcuato Sozio di Tella war ein Neffe von Torcuato di Tella. Als dessen beiden Söhne Torcuato Di Tella (hijo) und Guido di Tella noch minderjährig waren, betraute er Torcuato Alfredo Sozio di Tella mit der Leitung von Siam Di Tella. Das Unternehmen hatte zu dieser Zeit etwa 6000 Mitarbeiter.
Im Dezember 1973 ernannte ihn Juan Perón zum Botschafter in Moskau. Zu Beginn der Militärdiktatur 1976 wurde verlautbart, er sei bei einem Kurzurlaub ertrunken.